# 克尼亞濟夫卡 (維索科皮利亞區)
47°31′24″N 33°31′24″E / 47.52333°N 33.52333°E
克尼亞濟夫卡（烏克蘭語：Князівка）是位於烏克蘭南部的村莊，由赫爾松州貝里斯拉夫區的維索科皮利亞市鎮負責管轄。該村面積9.64平方公里，海拔高度87米，2001年人口391，人口密度每平方公里40.6人。